# يوروبا بارك
يوروبا بارك يعد يوربا بارك من أكبر المنتزهات الترفيهية في ألمانيا وثاني أكثر منتجع ترفيهي شهرة في أوروبا بعد ديزني لاند باريس. يقع يوربا بارك في قرية رست، جنوب غرب ألمانيا بين فرايبورغ وستراسبورغ الفرنسية.
يحتوي المنتزه الترفيهي على 12 أفعوانية، أقدمها البينيكسبرس ماين ترين وأحدثها آرثر. جميع افعوانيات ومزارات يوربا بارك بإمكانها استيعاب اعداد كبيرة تصل إلى 50,000 ضيف في اليوم تقريباً. وصل عدد الزوار في 2011 الي 4.5 مليون زائر مع ناتج الإيرادات الإجمالية المقدرة ب300 مليون يورو.
ويعد أيضا مقر لمهرجان اليورو للرقص (Euro Dance Festival).
التاريخ
تدير عائلة ماك يوربا بارك اللتي قامت بإنتاج العربات منذ 1780، وعجلات السيرك منذ 1880، والافعوانيات منذ 1921. قام فرانز ماك (1921-2010) بتولي إدارة شركة عائلته شركة ماك جي إم بي اتش (حالياً تعرف بماك رايدز) إلى جانب أخوانه، عام 1958.
قام بزيارة الولايات المتحدة الأمريكية بصحبة ابنه رونالد عام 1972 (و. 1949) حيث أُلهم بإنشاء منتزه ترفيهي في ألمانيا كمعرض لمنتجات شركته. في البداية كان سيتم بناءه في قرية بريساخ. تعود تسمية يوربا بارك بهذا الاسم إلى “يورباوير” وهي بحيرة اصطناعية صغيرة بالقرب من بريساخ تم إنشائها لإحياء ذكرى الاستطلاع التجريبي التاريخي الذي خرج ب 95.6% من المصوتين لصالح الوحدة الأوروبية. تم نقل المشروع 30 كيلومتر شمالا نظرا لكون موقعه معرض لخطر الفيضانات حيث قامت عائلة ماك بشراء حديقة وقصر بالثزار التاريخي في قرية رست. تم افتتاح يوربا بارك عام 1975 بمساحة 16 هيكتر. بلغ عدد زواره في العام الأول إلى 250,000 زائر، وفي عامه الثاني إلى 700,000 زائر، وتعدى المليون زائر عام 1978.
تم افتتاح «إيطاليا» أول جزء من المنتزه الترفيهي ذو الطابع البلداني في عام 1982. تم افتتاح البينيكسبرس إينزيان وشوايتزر بوبباهن عام 1984 و 1985. كما تم تكملة الطابع الأوروبي بافتتاح «هولندا» عام 1984 و«إنجلترا» عام 1988 و «فرنسا» عام 1990 و «إسكندينافيا» عام 1992 و «إسبانيا» عام 1994. تعدى عدد الزوار عام 1991 مليونا زائر. تم تطوير المنتجعات الفندقية عام 1995 بدايةً بفندق الأندلس يليه فندق كاستيلو الكازار في عام 1999. ارتفع عدد الزوار بحلول عام 2000 إلى 3 ملايين زائر وتم حجز 98% من الفنادق. أفتتح المنتزة ابوابه في الشتاء للمرة الأولى في شهر فبراير من عام 2001. تم تسجيل العلامة التجارية الحالية في عام 2003. في عام 2011، وصل عدد الزوار إلى 4.5 مليون زائر، كما تم توسيع المنتزة عام 2012 ليغطي مساحة 90 هيكتر، مع 11 إفعوانية و 5 فنادق ذو طرازات مختلفة وعائدات تصل إلى 300 مليون يورو وأكثر من 3,000 موظف. أعلن رونالد ماك في عام 2012 عن استثمارات بفائض 60 مليون يورو وهو أعلى استثمار سنوي في تاريخ المنتزه الترفيهي. المجموع النهائي المستثمر في المنتزه الترفيهي يصل إلى قرابة 700 مليون يورو.
الجوائز وآخر التطورات والمستقبل
افتتح المنتزه افتتاح تجريبي لحديقة داخلية ترفيهية في 18 من شهر يونيو عام 2014. كان من المفترض ان يتم افتتاح ذا هيدلاين رايد في أبريل من عام 2014 ولكن تم تأجليه بسبب بعض المشكلات التقنية. يقع جزء «آرثر في مملكة الغيبيات» (أيضا معروفة ب «آرثر ذا رايد») بالقرب من الغابة المسحورة. تم اقتباس الشخصيات من سلسة فلم «آرثر والغيبيات». تم تصميمها بالاشتراك مع المخرج الفرنسي لوك بيسو وشركته للإنتاج السينمائي «يورباكورب». تم الحصول على الاذن للبدء بتخطيط بناء اللعبة في أواخر 2011، وتم العمل على تطويرها لمدة 10 سنين. اللعبة عبارة عن خليط مابين نموذج تقليدي للعبة معلقة في الظلام وافعوانية والتي طورها ماك رايدز. توفر اللعبة تجربة داخلية وخارجية وصوت على متن اللعبة وإمكانية العربة على الدوران والطوف بمؤثرات خاصة. هنالك أيضا المزيد من الألعاب والمزارات الترفيهية التي تم بناءها. تتضمن لعبة دروب تاور العائلية دوامة الخيل (كاروسل) وزحليقة وقرية ومحلات بيع بالتجزئة ومطاعم. تم تكملة المسار في أكتوبر عام 2013.
2015
سيكمل المنتزه الترفيهي عامه الأربعين في 2015. لم يتم الإعلان عن أي العاب جديدة بالرغم من انه من المتوقع ان سيكون هناك إعلان يخص ذلك خلال موسم 2014.
2016\2017
حصلت يوربا بارك على الاذن ببدء التخطيط لبناء منتزه مائي بمساحة 33 هيكتر، يبعد كيلو مترا واحدا عن يوربا بارك في الطريق مابين يوربا بارك وطريق اي5 A5 السريع. بلغ تكلفة المنتزه المائي حوالي 100 مليون يورو لتجعله واحد من أكبر المنتزهات المائية في أوروبا.
معلومات أخرى
تم أخذ بالاعتبار بناء فنادق أخرى لسبب وصول نسبة الحجوزات في الفنادق إلى 95% من استيعابها الكلي. تم تقييم الفنادق الخمسة الموجودة ب4 نجوم واعلى كما أن هنالك إمكانية بناء فنادق ذو تقييم أقل غالبا بالقرب من منتجع التخييم وذلك لجذب العائلات والشباب ذو الميزاينة المحدودة. صرح رونالد ماك أيضا عن رغبته بتطوير خط سكك حديديه سريعة لجعل الوصول إلى المنتجع أسهل.
حاز مطعم الذواقة «أمولايت_ مطعم المنارة» الموجود في فندق الأربع نجوم «بيل روك» في يوربا بارك على نجمة ميشلين بعد افتتاح المطعم بسنة تقريبا. قال توماس ماك عضو في لجنة التنفيذ في يوربا بارك: «كسب طباخ الاطباق بيتر هيقن قلوب رواد الذواقة في فترة قصيرة بإبداعه العظيم ومستواه العالي في الانضباط. هيقن هو النموذج لمطعم استطاع ان يوفق بأن يكون حديث وعصري وعالمي دون ان يخسر جذورة أو علاقته بالمنطقة.» بيتر هيقن (36) هو طباخ بعاطفة راسخة. أصبح يعمل حديثا في مطعم «شيفال بلانك» في فندق «ليه تخوا روا» في بازل الحائزة على نجمتي ميشيلن.
المميزات
تستضيف يوربا بارك العديد من النشاطات خلال فترة الصيف وتتضمن أكبر هذه النشاطات حفلة منتصف الصيف، متضمنة عروض العاب نارية وتستمر لمنتصف الليل. خلال ليالي شهر أكتوبر، تقدم ليالي الرعب ببطولة مارك ترينزي العديد من متاهات هالويين المرعبة ومركبات وعروض. يقيم المنتزه الترفيهي في آخر أسبوع من الموسم عروض العاب نارية وحفلات موسيقية يوميا.
يفتتح المنتزه ابوابه الساعة 9 صباحا ويغلقها الساعة 6 مساء خلال موسم الصيف. يتم تمديد موعد الاغلاق إلى ثلاث ساعات ونص حسب كمية الاقبال على المنتزه الترفيهي، وذلك عادة في عطل نهاية الأسبوع والاجازات. يفتح المنتزه الترفيهي العاب محددة نصف ساعة قبل الافتتاح الرئيسي لضيوف الفنادق.
تفتح يوربا بارك أبوابها للزوار خلال فصل الشتاء منذ 2011، ومن المعتقدات الشائعة انه سيتم تمديد فترة الافتتاح ليشمل مدار السنة. هناك عدد قليل من الألعاب تم اغلاقها في فصل الشتاء بسبب الجو، على الرغم انه تم اضافه "بلو فاير" في فصلي شتاء 2012-2013 للالعاب المتاحه للزوار طالما الجو يسمح بتشغيلها. فلسفة كهذه بتشغيل العاب معينة خلال فترة الشتاء شائعة بين الكثير من المنتزهات الترفية والملاهي في أوروبا، حيث درجة الحرارة تنخفض دون الصفر. يتم أيضا إغلاق اغلب الألعاب المائية التي تتضمن "بوسيدون" و "فيورد رافتنج" و "تيرول لوق فلوم" و "أتلانتكا سوبر سبلاش". تعوض المنتزه الترفيهي من خسارته في اغلاق بعض الألعاب بإضافة إلى العاب أخرى مثل “بيلفو اوبسيرفيشن وييل"، "سنو توبنج" و "سكيينج". يتم أيضا تمديد مواعيد العروض وتزيين المتنزه بأكمله. يفتح المنتزه أبوابه خلال فصل الشتاء الساعة 11 صباحا ويغلق الساعة 7 مساء. كما أنه يفتح العاب محددة ساعة قبل الافتتاح لضيوف الفندق. على الرغم من تمديد موعد اغلاق المنتزه الترفيهي في الأيام المزدحمة إلا أنه من النادر حدوث ذلك في فصل الشتاء بسبب درجة الحرارة المتدنية.
الغابة المسحورة
•	مدينة الاقزام – لعبة أطفال خيالية
•	منزل هانسل وجريتل – جولة
•	مكتبة جريم – عرض سنمائي ثلاثي الابعاد مع عرض افتتاحي
•	قصر الأميرة النائمة – جولة
•	منزل الساحرات – جولة
•	محطة الطاقة الكهرومائية – جولة
•	الإوزة الذهبية – عرض متحرك
•	دكتور نو ات ال (Dr. know-it-all) – جولة
•	فراو هول - عرض متحرك
•	ربانزل – عرض متحرك
•	الخياط الصغير – جولة
مملكة الغيبيات
•	آرثر في مملكة الغيبيات (آرثر ذا رايد) – لعبة افعوانية معلقة في الظلام
•	برج بوبي – لعبة برج السقوط الحر العائلية
•	كاروسل ملز ملز
•	منزل سيلينا – جولة
•	قرية مينيمويز
•	منطقة العاب وزحليقات مينيمويز
عالم الأطفال أو أرض الفايكينق
•	متاهة الزحليقة العملاقة
•	رحلة قارب الفايكينق
•	سفينة الفايكينق
•	دينو ميري قو راوند – كاروسل
•	المنارة
•	مسرح الأطفال المفتوح – ساحة عرض
ألمانيا
•	رحلة إلف – رحلة قارب مع جزء مظلم
•	إدين بالاديوم – صالون كاروسل 1909
•	سيارات كلاسيكية – جولة سيارة
•	قطار بانورامي – له محطات في المناطق الأخرى
•	أي بي اكسبرس – له أيضا محطات في اليونان، إسبانيا ومنتجع الفنادق
•	قصر بالثازار
•	قصر الحدائق
•	النافورة الراقصة
•	99 القديم – جولة مع طابع السيرك
•	رحلة قارب الدمى – قوارب دائرية تمر بمشاهد الدمى المتحركة
•	جولة عتيقة – رحلة صغيرة ذو الطراز القديم للاطفال
•	مرحبا\ إلى اللقاء يورو ماوس – منطقة لقاء شخصيات يوربا بارك
•	منزل الغابة السوداء
•	تمثال فرانز ماك – لاحياء ذكرى مؤسس يوربا بارك الذي توفى في 2010
روسيا
•	يورو مير – افعوانية دوارة ذو سرعة عالية فريدة من نوعها اقتبست من مهمات روسيا الفضائية. دوار العربة يتحكم فيه ويحدث فقط في أجزاء معينة من اللعبة. توفر اللعبة رحلة داخلية مظلمة وكراسي ظهر إلى ظهر وصعود دوراني وموسيقى التكنو وواحده من أطول الألعاب في تاريخ الافعوانيات. نموذج تدريب محطة الفضاء مير موجود فوق المنطقة المفتوحة من اللعبة.
•	محطة فضاء مير
•	راديو تيليسكوب
•	رحلة ندفة الثلج – لعبة داخلية قصيرة تجوب المناظر الطبيعية في سيبيريا. تتميز اللعبة بالطراز الفولكلوري وتم اعطاءه لقب «بينش – ذا رايد»
•	لادا اوتودروم – لعبة سيارات للاصغر سنا
•	آرتيسانز – حرفيين يمارسون مهنتهم من صنع الزجاج إلى الشعر
•	مسرح الدمى المفتوح
إيطاليا
•	بيكولو موندو – لعبة داخلية تحتفل بالثقافة الإيطالية في طابع عائلي محبب
•	قصر الاشباح – لعبة داخلية مخيفة
•	فولو دا فينشي
•	كارنفال في فينيسا
•	مسرح مفتوح
•	تياتلرو ديلارتي
فرنسا
•	النجمة الفضية –إفعوانية عملاقة تعتبر ثاني أعلى وخامس أسرع إفعوانية في أوروبا. قام بوليجر ومابيلارد السويسرية ببناءها واحدة من ضمن القلائل الي لم تنتجها «ماك رايدز» في المنتزه الترفيهي. اللعبة برعاية مرسيدس بنز. في مدخل اللعبة هناك محل قهوة ومحل هدايا ومتحف صغير يعرض نسخة مطابقة للاصل من سيارة مرسيديس بنز فورملا ون.
•	يوروسات – إفعوانية داخلية ذو طابع فضائي.
•	عالم الطاقة – لعبة داخلية في عالم الدينوصورات.
•	برج يورو – برج مراقبة.
•	ماجيك سينما - صالة عرض فور دي 4D كبيرة تعرض حاليا فيلم «سر قصر بالثازار»، تم تصوير الفلم خصيصا لعرضة في يوربا بارك.
•	مسرح المفتوح
إسكندينافيا
•	فيورد رافتنج – رحلة في نهر منحدر سريع يمر بمغارات وشلالات.
•	سنكين سيتي «فينتا»
•	فيندجامير – لعبة السفينة المتأرجحة
•	جسر روكينج
•	كيبل فيري
•	كنيسة ستيف النرويجي
•	برج اندرسينز للجنيات
•	فرية الصيد
برتغال
•	اتلانتكا سوبر سبلاش – لعبة مائية سريعة صممت على طابع الرحالة البرتغاليين.
•	كاسا دي افنتورا - منطقة العاب للأطفال داخلية
•	اتلانتكا شور – ممشى خشبي يمكن للزوار الانتظار حتى يصل القارب التالي لاتلانتكا ويبللهم
•	سانتا ماريان – سفينة تحتوي على بار
إسبانيا
•	كولمبوس دينقي – رحلة قارب في العاصفة
•	فيريا سوينق – لعبة كاروسل سريعة
•	منطقة العاب المغامرة
•	قطار بانورامي
•	محطة أي بي اكسبرس
•	منتجع الفنادق
•	مسرح الفلامنكو
هولندا
•	الجسر المتأرجح والشلال
•	قراصنة في باتافيا
•	البارون الأحمر – كاروسل
•	بيتير بان – كاروسل
•	ميني سكوتر – لعبة سيارات للأطفال
•	فناجين القهوة – لعبة فناجين القهوة الدوارة
•	منزل باونسي
•	طاولة بلياردو
•	ويندميل
•	مسرح الأطفال
•	مسرح بامبو بأي
سويسرا
•	ماترهورن بليتز – إفعوانية مصممة حول البيوت الزراعية السويسرية وتعد من اجرأ الألعاب في سقوطها.
•	سويس بوب رن – إفعوانية
•	طيارة جليد يونغفراو – طائرة سريعة دوارة
•	القرية السويسرية – منطقة تم تصميمها كشوارع ومحلات سويسرا
اليونان
•	لعنة كاساندرا – رحلة وهمية في بيت من العصر القديم مع تأثيرات خاصة
•	باقسوس – إفعوانية عائلية
•	بوسيدون – إفعوانية مائية سريعة مصممة بتصميم دقيق التفاصيل.
•	مغامرة اتلانتس
•	ميكونوس لقرية اليونانية
•	رحلة ايكروس – منطاد
•	محطة أي بي اكسبرس
•	حلبة الثلج – مسرح عروض
أنجلترا
•	حلبة سباق الحجر الفضي - جولة بالعربة في الحدائق الإنجليزية
•	عربة الخيل الدوارة البريطانية
•	كريزي تاكسي – كاروسل
•	باص لندن
•	حلبة كرة القدم – معرض لكرة القدم وبار رياضي ومحل اديداس
•	سكوتر كرة القدم
•	ملكات الالماسات – لعبة بالليزر
•	يوربا بارك هيستورما – وسائط متعددة تحكي تاريخ المنتزه الترفيهي مع تأثيرات خاصة
•	مونوريل – وسيلة مواصلات إلى ايسلندا
•	القطار البانورامي
•	مسرح العالم – مسرح عروض
•	فود-لوب – مطعم
النمسا
•	البينكسبرس – افعوانية تم تصميمها كقطار حقل الألغام. تتضمن الرحلة دبب جائعة وجولة في عالم الالماسات.
•	ارجوحة موج فينا
•	تيرول لوق فلوم – قارب خشبي ياخذك برحلة عبر عالم الالماسات
•	عالم الالماسات السحري – جولة تتضمن شخصيات متحركة
ايسلندا
•	وودن تيمبر كوستر – إفعوانية خشبية قام «قريت كوسترز انترناشونال» ببناءها
•	النار الزرقاء – إفعوانية تتضمن انقلابات عديدة والكثير من الخصائص والتأثيرات المثيرة.
•	مغامرة الحوت
•	قاعة قازبروم – قاعة عرض لمعارض تفاعلية عن عالم الغاز. يحتوي على كافيه وبار ودورات مياه ومنشئات للمؤتمرات
•	قرية الفايكنيق – يعرض تاريخ ومعلومات عن الفايكينق
•	جزيرة ليتل – ساحة لعبة مائية تفاعلية ترعاها «هانزقروه»
•	مونوريل
•	متحف ايسلندا – حلبة عرض لافتتاح النار الزرقاء وغيرها من الفنون الايسلندية
•	قرية ايسلندا – العديد من المحلات والمطاعم ووحدات الألعاب
منتجع يوربا بارك
تعتبر يوربا بارك الموطن لخمسة منتجعات فندقية. كما أن هناك منتجع تخييم للزوار ذو الميزانية المحدودة، حيث يمكن للزوار الإقامة في خيمة أو عربة أو كوخ خشبي مع إحضار حقائب النوم الخاصة بهم.
•	فندق كولسيو (أربعة نجوم)، مصممة على الطراز الروماني وتقدم عرض النافورة الرائع.
•	فندق سانتا ايزابيل (أربعة نجوم)، مصممة على الطراز البرتغالي
•	فندق الأندلس (أربعة نجوم)، مصممة على الطراز الأندلسي
•	فندق كاستيلو الكازار (أربعة نجوم)، مصممة على الطراز الإسباني
•	فندق بيل روك (أربعة نجوم)، مصممة على الطراز الإنجليزي وتتضمن المنارة
•	منزل الضيوف رونالدو سيركس
•	منتجع تخييم وقرية التيبي
•	منتجع سانتا ايزابيل الصحي
•	منتجع كولسيو الصحي
•	منتجع ونادي بوستون ريد سوكس الصحي
•	جولف
•	سينما 4D
•	قبة يوربا بارك

## معرض صور

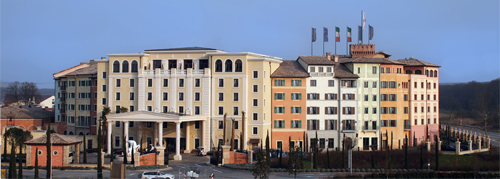
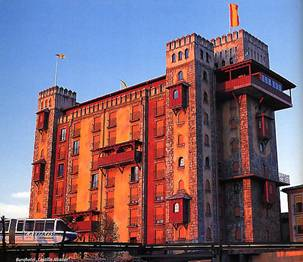
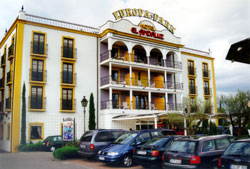